# Southington (Connecticut)
Southington – miasto w Stanach Zjednoczonych, w stanie Connecticut, w hrabstwie Hartford.